# Judo Australia
Judo Australia (kurz: JA) ist der nationale Dachverband für den Judosport in Australien. Der Verband wurde 1952 gegründet. Judo Australia ist Mitglied der Oceania Judo Union sowie der International Judo Federation.

## Geschichte
Judo wurde erstmals im Jahr 1906 in Australien bekannt und die Gründung des ersten Judo-Clubs erfolgte erst 1928. Mit der Gründung von Judo Australia im Jahr 1952 wurde eine nationale Struktur geschaffen, um den Sport zu fördern und zu organisieren. Seitdem entwickelt sich der Judosport in Australien kontinuierlich weiter, unterstützt durch regionale Verbände und Wettkampfstrukturen auf allen Ebenen.

## Struktur und Aufgaben
Judo Australia ist föderal organisiert und umfasst Mitgliedsverbände in allen Bundesstaaten und Territorien des Landes. Der Verband koordiniert nationale Wettkämpfe, fördert den Breiten- und Spitzensport, ist für die Trainerausbildung zuständig und entsendet Athletinnen und Athleten zu internationalen Meisterschaften.